# Wexford
Wexford (irsky Loch Garman, yolsky Weiseforth) je město v Irsku, hlavní město (county town) irského Hrabství Wexford. Ve městě žije přibližně 20 tisíc obyvatel.

## Poloha
Město Wexford leží na jižním okraji Wexfordského zálivu při ústí řeky Slaney nedaleko jihovýchodního koutu Irského ostrova.
Město leží na silnici první třídy M11/N11 do Dublinu a na státní železnici do Rosslare Europort.

## Kultura
Ve městě se každým rokem v říjnu a listopadu koná Wexfordský operní festival, na kterém se podílejí také čeští umělci.